# Лужки (Серпуховский район)
Лужки — деревня в Серпуховском районе Московской области. Входит в состав Данковского сельского поселения (до 29 ноября 2006 года входила в состав Бутурлинского сельского округа).

## Население
| 2002 | 2006 | 2010 |
| ---- | ---- | ---- |
| 120  | ↘84  | ↗105 |

## География
Лужки расположены примерно в 12 км (по шоссе) на юго-восток от Серпухова, на левом берегу Оки, высота центра деревни над уровнем моря — 119 м.

## Современное состояние
На 2016 год в деревне зарегистрировано 15 улиц и 6 садовых товариществ. Лужки связаны автобусным сообщением с райцентром и соседними населёнными пунктами.
Троицкая церковь известна в селе примерно с 1659 года, современное каменное здание (одноглавый четверик с небольшой трапезной и шатровой колокольней) было построено в 1756 году. Закрыта в 1930-х годах, возвращена верующим в конце 1990-х годов.